# VEB Getränkekombinat Berlin
VEB Getränkekombinat Berlin var ett statlig bryggerikoncern i Östberlin som skapades 1969. Koncernen, Kombinat, bestod av de tidigare förstatligade bryggerierna Schultheiss, Engelhardt, Berliner Kindl, Bärenquell, Berliner Bürgerbräu samt VEB Berliner Spreequell. Efter Tysklands återförening återprivatiserades verksamheterna.